# ماركو فرايبسي
ماركو فرايبسي (بالإيطالية: Marco Frapporti)‏ (و. 1985  م) هو راكب دراجة هوائية إيطالي، شارك في طواف إيطاليا 2014.

## سجل الفوز

### سباقات أو مراحل فاز بها
| التاريخ        | السباق                            | المركز                   |
| -------------- | --------------------------------- | ------------------------ |
| 04 أبريل 2009  | فولتا ليمبورغ الكلاسيكي 2009      | الثامن في التصنيف العام  |
| 06 يونيو 2013  | 2013 غروسر برايس ديس كانتونس أرجو | المركز الثالث            |
| 08 مايو 2016   | أربعة أيام من دونكيرك 2016        | المركز الثاني            |
| 07 مايو 2017   | غران بريمو دي لوغانو 2017         | المركز الثاني            |
| 27 مايو 2018   | طواف إيطاليا 2018                 | الفائز في تصنيف الانفصال |
| 24 يونيو 2018  | سباق أدرياتيكي يونيكا 2018        | الثامن في تصنيف الجبال   |
| 16 سبتمبر 2018 | كوبا بيرنوشي 2018                 | السادس في التصنيف العام  |
| 27 يناير 2019  | لا تروبيكال أميسا بونغو 2019      | الثاني في تصنيف الجبال   |

## روابط خارجية
- ماركو فرايبسي على موقع الاتحاد الدولي للدراجات (الإنجليزية)
- ماركو فرايبسي على موقع أرشيف الدراجات (الإنجليزية)
- ماركو فرايبسي على موقع إحصائيات الدراجات الإحترافية (الإنجليزية)
- ماركو فرايبسي على موقع نسبة الدراجات (الإنجليزية)
- ماركو فرايبسي على موقع CycleBase (الإنجليزية)